# Великоберезянська сільська рада
| Великоберезянська сільська рада — колишній орган місцевого самоврядування у Таращанському районі Київської області з адміністративним центром у с. Велика Березянка. Водоймища на території, підпорядкованій даній раді: річка Березянка. Сільській раді були підпорядковані населені пункти: - с. Велика Березянка |

## Склад ради
Рада складалася з 16 депутатів та голови.

### Керівний склад ради
| ПІБ                          | Основні відомості                                                                       | Дата обрання | Дата звільнення |
| ---------------------------- | --------------------------------------------------------------------------------------- | ------------ | --------------- |
| Капуста Анатолій Миколайович | Сільський голова, 1963 року народження, освіта, безпартійний                            | 26.03.2006   | 31.10.2010      |
| Капуста Анатолій Миколайович | Сільський голова, 1963 року народження, освіта середня спеціальна, член Партії регіонів | 31.10.2010   |                 |

Примітка: таблиця складена за даними джерела